# Agrotana jacksoni
Agrotana jacksoni là một loài bướm đêm trong họ Noctuidae.